# Blomstre som en rosengård
Blomstre som en rosengård er en salme, der er skrevet over Es 35,1-6 af digteren og præsten Grundtvig (1783 – 1872) i 1837. Johan Peter Emilius Hartmann (1805 – 1900) komponerede melodien i 1861. Thomas Laub komponerede også i 1916 en melodi til salmen.